# Marjatta Rasi
Satu Marjatta Rasi, född 29 november 1945 i Pungalaitio, död 23 maj 2021 i Helsingfors, var en finländsk diplomat.
Rasi blev Finlands första kvinnliga FN-ambassadör 1998.
Rasi hade mångsidig erfarenhet av tjänstgöring vid ambassaderna i London och Paris samt två gånger vid FN-beskickningen i New York. Hon var byråchef vid utrikesministeriets politiska avdelning 1984–1986, blev ambassadör i Indien 1991, avdelningschef för utrikesministeriets biståndsavdelning 1995, FN-ambassadör 1998 och understatssekreterare för biståndsfrågor 2005. 
Rasi var under sin tid i Förenta Nationerna ordförande FN:s ekonomiska och sociala råd (Ecosoc). Hon var också ordförande för sanktionskommittén mot Irak 2002 och deltog i utarbetandet av Millenniedeklarationen 2000, som definierade utvecklingsmålen för Förenta Nationernas verksamhet.